# Geschilderd eten
Geschilderd eten is een bundel van de Albert Verwey-lezingen van 1987 van de Nederlandse schrijver Frans Kellendonk die verscheen in 1988.

## Geschiedenis
Van 7 september tot en met 17 december 1987 had Kellendonk een aanstelling als gastschrijver aan de Rijksuniversiteit Leiden. Tijdens die colleges wilde hij werk van F. Bordewijk, Fjodor Dostojevski en Joost van den Vondel behandelen. Op 5 september 1987 kreeg hij echter een longontsteking en moest hij zijn plannen bijstellen: hij beperkte zich tot Vondel.
Op 6, 13 en 20 november 1987 sprak Kellendonk in de Pieterskerk (Leiden) de Albert Verwey-lezingen uit waarin hij inging op Vondels Altaergeheimnissen. De Albert Verwey-lezingen werden jaarlijks gehouden door de gastschrijver van de Leidse Universiteit. Dat gastschrijverschap stond onder auspiciën van de universiteit en van de Vereniging voor Onderwijs, Kunst en Wetenschap die in 1983 was opgericht door K.L. Poll, eertijds redacteur bij NRC-Handelsblad. Twee van deze drie openbare hoorcolleges werden in de NRC voorgepubliceerd.
In april 1987 traden Kellendonk en Oek de Jong samen op in het Amsterdamse theater De Balie. Kellendonk hield daarbij een lezing onder de titel 'Grote woorden' die vervolgens als 'Naschrift' werd opgenomen in Geschilderd eten.

### Voorpublicaties
- 'De keerzijde van brokaat' [latere titel: 'Stof'], in: NRC-Handelsblad, 13 november 1987.
- 'Een watertandende aartsengel' [latere titel: 'De een zijn dood is de ander zijn brood'], in: NRC-Handelsblad, 4 december 1987.

### Boekpublicaties
- Geschilderd eten. Leiden, Martinus Nijhoff / Amsterdam, Meulenhoff / Leiden, OKW. 1988.
- Het complete werk. Amsterdam, Meulenhoff, 1992, p. 973-934.

Bouwval · John & Richard Marriott · De nietsnut · Letter en geest · Namen en gezichten · Aantekeningen uit de nieuwe wereld · Het werk van de achtste dag · Hier schiet elk woord wortel · Mystiek lichaam · Muren · De veren van de zwaan · Geschilderd eten · De halve wereld · Het complete werk · De brieven · Het onstoffelijke boek · Uw horoscoop · Homoseksualiteit